# Farman Kerimzade
Farman Karimzade (en azéri: Fərman İsmayıl oğlu Kərimzadə (Kərimov); né le 3 mars 1937 à Vedi et mort le 17 mars 1989 à Bakou, URSS) est un écrivain azerbaïdjanais, membre de l'Union des écrivains azerbaïdjanais depuis 1968, monteur, scénariste de nombreux films. 

## Biographie
Farman Karimzadeh est né dans le village de Vedi, district de Vedi de la RSS d'Arménie. En 1944-1951 il y fait ses études primaires et en 1954 il obtient son diplôme d'études secondaires dans le village de Chahsevan, district Zhdanov (aujourd'hui Beylagan). Il poursuit ses études à l'Collège d'art d'État d'Azerbaïdjan Azim Azimzade (1955-1960). Il fait deux ans d’études à la faculté de scénarisation de l'Institut national de cinématographie de l'Union à Moscou (1965-1967).

## Activité
Dans les années 1962-1965 Farman Karimzade est enseignant au secondaire dans les districts d'Ismayilli. Ensuite, il travaille comme ouvrier littéraire, chef de département et secrétaire responsable à la rédaction du journal de district Yukselich (1962-1965). Dans les années 1966-1970 il est traducteur au Comité national de la télévision et de la radiodiffusion d'Azerbaïdjan (audiovisuel), rédacteur en chef, chef de service à la rédaction des journaux Absheron, Littérature et art. En 1970-1977 F. Karimzade est membre du conseil d'administration du film azerbaïdjanais studio de cinéma Djafar Djabbarli, correspondant spécial du journal Littérature et Art (1977-1980). En 1980-1981 il travaille comme directeur de la maison de création à Chuvelan (district de Bakou).
F. Karimzade est l'auteur des ouvrages historiques Bataille de Tchaldiran, Pont Khudafarin, Honneur de Tabriz et d'œuvres bien connues telles que La traversée enneigée (un long métrage Dernière traversée est tourné sur la base de cette œuvre), La mort du vieil aigle et d'autres.